# Orjaku säär
Orjaku säär är en udde på ön Kassari i västra Estland. Den ligger i Käina kommun i Hiiu  län (Dagö län), 130 km sydväst om huvudstaden Tallinn. 
Orjaku säär är ön Kassaris södra udde. Den utgörs av en två km lång landtunga uppbyggd av klappersten.
Inlandsklimat råder i trakten. Årsmedeltemperaturen i trakten är 5 °C. Den varmaste månaden är augusti, då medeltemperaturen är 18 °C, och den kallaste är januari, med −6 °C.